# Hugo Steuer
Hugo Hermann Albert Steuer (* 16. September 1829 in Gleiwitz; † 15. September 1908 in Berlin) war ein deutscher Architekt und Militärbaumeister.

## Leben
Hugo Steuer war der Sohn des Sanitätsrats Leopold Wilhelm Steuer. Er besuchte das Gymnasium in Sagan/Schlesien. Nach dem Abitur 1847 ging er nach Berlin und machte bis 1849 eine Ausbildung zum  Feldmesser. Nach einem Bewährungsjahr war er bis April 1851 als Baueleve tätig. Im März 1851 begann er ein Studium an der Bauakademie und legte im Juli 1853 die Bauführerprüfung ab. Bis Oktober 1853 war er in Glogau beschäftigt und hatte dann bis April 1854 die Leitung der Meliorationsbauten im Obra-Bruch. Bis Februar 1856 bearbeitete er mehrere Chausseebauten für die Regierung Oppeln und war dann bis Ende Mai 1857 bei der Oberschlesischen Eisenbahn. Dann ging er nach Berlin zurück und arbeitete bis Ende Mai 1859 im Ministerium für öffentliche Arbeiten. Im Juli 1859 legte er die Baumeisterprüfung ab. 1860 trat er als diätetisch beschäftigter Baumeister bei der Intendantur des Gardekorps in den Dienst der Militärverwaltung ein und wurde 1863 Zweiter Garnisonbaumeister.
Im Januar 1864 heiratete er in Tarnowitz Pauline Hensel († 1908).
1866 wurde er Königlicher Landbaumeister, 1869 Erster Garnisonsbaumeister und 1870 Bauinspektor. In der Zeit in Berlin trat er, außer als Bauleiter für Ferdinand Fleischinger und Gustav Voigtel, auch mit eigenen Werken hervor. Von 1873 bis 1876 war er Vorstandsmitglied des Architektenvereins. Im Juli 1877 wurde er bautechnischer Revisor für das V. und VI. Armeekorps in Breslau und im September 1877 Intendantur- und Baurat. Nach der Pensionierung als Geheimer Baurat im Jahr 1891 ging er wieder nach Berlin.

## Eigene Werke
- 1867–1869: Landwehrdienstgebäude, Kaiser-Franz-Platz 11/12 (heute Heinrich-Heine-Platz, nicht mehr vorhanden)
- 1870–1872: Garnisonverwaltung I, Michaelkirchplatz 17 (nicht mehr vorhanden)
- 1871–1873: Kaserne Hinter dem Zeughaus 1 (an der Stelle des Alten Gießhauses, nicht mehr vorhanden, heute Standort des Erweiterungsbaus des Deutschen Historischen Museums)
- 1873/74: Kaiser-Wilhelm-Militärärzteakademie am Reichstagsufer 17 (nicht mehr vorhanden, heute Standort des sog. Tränenpalasts)

## Bauleitungen
- 1859/60: Proviantmagazin und Schwurgerichtsgebäude in Brandenburg an der Havel
- 1864/65: Körnermagazin des Proviantamts in der Köpenicker Straße (mit Bernhard)
- 1867–1871: Generalstabsgebäude am Königsplatz (Entwurf von Fleischinger/Voigtel/Christian Heinrich Gödeking)
- 1869–1873: Kaserne Köpenicker Straße 12 (Entwurf von Voigtel)
- 1871–1878: Kadettenanstalt in Lichterfelde (Entwurf von Fleischinger/Voigtel)
- 1875–1878: Kasernenkomplex Blücher-/Gneisenau-/Scheiermacher-/Bärwalder Straße (mit August Busse und Otto Heimerdinger, Entwurf von Fleischinger)